# Переходный национальный совет Ливии
Переходный национальный совет Ливии (араб. المجلس الوطني الانتقالي‎ — al-majlis al-waṭanī al-intiqālī; в англоязычных источниках и документах ООН используется вариант: National Transitional Council, то есть Национальный переходный совет, Национальный временный совет) — временный орган власти, созданный противниками Муаммара Каддафи 27 февраля 2011 года во время волнений в Ливии в самом начале гражданской войны. В ночь на 9 августа 2012 года Национальный переходный совет официально передал власть избранному парламенту страны.

## История формирования
Совет был создан в Бенгази 27 февраля на чрезвычайном заседании местных народных комитетов.
По собственному определению представителя Совета, он «не является временным правительством, а действует как орган власти революции». При создании было объявлено, что ПНС будет работать в течение трёх месяцев — до намеченных им выборов нового главы государства.
5 марта ПНС провозгласил себя единственной легитимной властью в Ливии.
23 марта Совет объявил о создании временного правительства — органа исполнительной власти, также было объявлено, что переходный совет продолжит работу в качестве временного законодательного органа.
3 августа была принята временная конституция, которая была представлена 10 августа.
25 августа штаб-квартира Переходного национального совета была официально перенесена из Бенгази в Триполи, хотя ранее представитель повстанцев Ахмед Джибриль утверждал, что поначалу Совет не будет представлен в Триполи его высшим руководством, и все политические лидеры ПНС переедут в столицу только после того, как ситуация там полностью успокоится. Глава ПНС Мустафа Абд-аль-Джалиль прибыл в Триполи 10 сентября, по словам представителей Совета, этот жест был призван показать, что Джалиль несёт полную ответственность и осуществляет контроль над большой страной.
9 сентября сотни человек вышли на улицы Бенгази — центрального города сил оппозиции в Ливии — с призывом провести коренную реорганизацию нового правительства ПНС. Зарождающиеся политические группировки обратились к властям с меморандумом, подписанным 56-ю новыми организациями, который отразил политическое деление, ожидающее Ливию после свержения режима Каддафи, и включил в себя критику работы Совета. По мнению подписавших его сторон, «проект конституции, составленный ПНС, не отражает желаний свободных людей», а план постконфликтного восстановления Ливии, предложенный ПНС, содержит множество противоречий, по нему нынешнее временное правительство сменится ещё двумя в течение последующих 18 месяцев переходного периода, однако, подписавшие меморандум считают, что достаточно одного временного правительства, которое приведёт страну к выборам. Тем не менее, ПНС заявил, что власти получили меморандум, но приступят к его рассмотрению, только когда падёт последний оплот полковника Каддафи.
11 сентября один из руководителей ПНС заявил, что новое правительство Ливии будет сформировано в срок от 7 до 10 дней, в него должны войти представители всех регионов страны, но в указанные сроки данное событие не состоялось. Очередное заявление о том, что новое ливийское правительство будет сформировано в течение опять-таки 7-10 дней было сделано 21 сентября теперь уже самим главой ПНС.
12 сентября глава ПНС пообещал создать в стране законодательство, основанное на нормах ислама.

## Состав Совета
ПНС Ливийской Республики с 27 апреля 2012 года состоял из 29 членов, представляющих гражданских и военных.

### Состав ПНС на 27 апреля 2012
- Мустафа Абд-аль-Джалиль — Председатель
- Абдель Рахим аль-Киб — премьер-министр
- Али Тархуни — Первый заместитель премьер-министра
- Омар Абдул Карим — заместитель премьер-министра
- Хамза Абу Фарис -министр по делам вакуфов и исламских дел
- Али Ашур — министр юстиции
- Анвар Футири — министр связи и информационных технологий
- Мустафа Ругибани — министр труда
- Фатима Намрус — министр здравоохранения
- Фаузи Абдель Ала — министр внутренних дел
- Авад Беруни — министр энергетики
- Тахер Шаркаси — министр торговли и коммерции
- Сулейман Саху — министр образования
- Ашур Бен Хаяль — Министр Иностранных Дел
- Омар аль-Харири — министр обороны
- Иса Туваджи — министр планирования
- Габриэль Маброка Шариф — министр социального развития
- Абдул Рахман бин Лайз — министр нефтяной промышленности и финансов
- Абдул-Хамид Сулейман Буфруджа — министр сельского хозяйства
- Махмуд Фетаис — министр промышленности
- Наим Черини — Министр образования и науки
- Ахмед Аттига — министр инвестиционной
- Абдель Рахман — Министр культуры и гражданского общества
- Авад аль-Бараси — министр электроэнергии
- Ашраф бен Исмаил — министр мучеников и пропавших без вести
- Мохаммад Хади Хашеми Харари — министр местного самоуправления
- Ибрагим Алсагоарти — министр жилищного строительства
- Джозев Вахейсхи — министр транспорта
- Фатхи Тербил — министр спорта и молодежи
- Ибрагим Есутри — министр строительства

Советом руководит Мустафа Абд-аль-Джалиль, бывший министр юстиции Ливийской Джамахирии. Его заместителем является Абдул Хафиз Гога (до 22 января 2012), Омар аль-Харири отвечает за руководство армией, Абдель Рахим аль-Киб (премьер-министр) и Аль аль-Исави — за координацию внешних сношений.

## Международное признание

### Государства-членыООН, признавшие ПНС единственным легитимным органом власти в Ливии
|    | Страна               | Дата признания        | Участие в основных международных организациях                      |
| -- | -------------------- | --------------------- | ------------------------------------------------------------------ |
| 1  | Франция              | 10 марта 2011 года    | СБ ООН (постоянный член) ЕС НАТО                                   |
| 2  | Катар                | 28 марта 2011 года    | ЛАГ ОИК ССАГПЗ ОПЕК ФСЭГ                                           |
| 3  | Мальдивы             | 3 апреля 2011 года    | ОИК Содружество наций                                              |
| 4  | Италия               | 4 апреля 2011 года    | ЕС НАТО                                                            |
| 5  | Кувейт               | 13 апреля 2011 года   | ЛАГ ОИК ССАГПЗ ОПЕК                                                |
| 6  | Гамбия               | 22 апреля 2011 года   | АС ОИК Содружество наций СССГ                                      |
| 7  | Сенегал              | 28 мая 2011 года      | АС ОИК СССГ                                                        |
| 8  | Испания              | 8 июня 2011 года      | ЕС НАТО                                                            |
| 9  | Австралия            | 9 июня 2011 года      | Содружество наций                                                  |
| 10 | ОАЭ                  | 12 июня 2011 года     | ЛАГ ОИК ССАГПЗ ОПЕК                                                |
| 11 | Германия             | 13 июня 2011 года     | СБ ООН (непостоянный член) ЕС НАТО                                 |
| 12 | Канада               | 14 июня 2011 года     | НАТО ОАГ Содружество наций                                         |
| 13 | Панама               | 14 июня 2011 года     | ОАГ                                                                |
| 14 | Австрия              | 18 июня 2011 года     | ЕС                                                                 |
| 15 | Латвия               | 20 июня 2011 года     | ЕС НАТО                                                            |
| 16 | Дания                | 22 июня 2011 года     | ЕС НАТО                                                            |
| 17 | Кабо-Верде           | 26 июня 2011 года     | АС                                                                 |
| 18 | Болгария             | 28 июня 2011 года     | ЕС НАТО                                                            |
| 19 | Хорватия             | 28 июня 2011 года     | НАТО                                                               |
| 20 | Турция               | 3 июля 2011 года      | ОИК НАТО                                                           |
| 21 | Польша               | 8 июля 2011 года      | ЕС НАТО                                                            |
| 22 | Нидерланды           | 13 июля 2011 года     | ЕС НАТО                                                            |
| 23 | Бельгия              | 13 июля 2011 года     | ЕС НАТО                                                            |
| 24 | Люксембург           | 13 июля 2011 года     | ЕС НАТО                                                            |
| 25 | США                  | 15 июля 2011 года     | СБ ООН (постоянный член) НАТО ОАГ                                  |
| 26 | Япония               | 15 июля 2011 года     | СБ ООН (непостоянный член)                                         |
| 27 | Албания              | 18 июля 2011 года     | ОИК НАТО                                                           |
| 28 | Словения             | 20 июля 2011 года     | ЕС НАТО                                                            |
| 29 | Черногория           | 21 июля 2011          |                                                                    |
| 30 | Великобритания       | 27 июля 2011 года     | СБ ООН (постоянный член) ЕС НАТО Содружество наций                 |
| 31 | Португалия           | 28 июля 2011 года     | СБ ООН (непостоянный член) ЕС НАТО                                 |
| 32 | Габон                | 12 августа 2011 года  | СБ ООН (непостоянный член) АС ОИК ОПЕК                             |
| 33 | Тунис                | 20 августа 2011 года  | АС ЛАГ ОИК СССГ                                                    |
| 34 | Новая Зеландия       | 22 августа 2011 года  | Содружество наций                                                  |
| 35 | Египет               | 22 августа 2011 года  | АС ЛАГ ОИК ФСЭГ СССГ                                               |
| 36 | Иордания             | 22 августа 2011 года  | ЛАГ ОИК                                                            |
| 37 | Марокко              | 22 августа 2011 года  | ЛАГ ОИК СССГ                                                       |
| 38 | Ирландия             | 22 августа 2011 года  | ЕС                                                                 |
| 39 | Нигерия              | 22 августа 2011 года  | СБ ООН (непостоянный член) АС ОИК Содружество наций ОПЕК ФСЭГ СССГ |
| 40 | Оман                 | 23 августа 2011 года  | ЛАГ ОИК ССАГПЗ                                                     |
| 41 | Бахрейн              | 23 августа 2011 года  | ЛАГ ОИК ССАГПЗ                                                     |
| 42 | Мальта               | 23 августа 2011 года  | ЕС Содружество наций                                               |
| 43 | Ирак                 | 23 августа 2011 года  | ЛАГ ОИК ОПЕК                                                       |
| 44 | Греция               | 23 августа 2011 года  | ЕС НАТО                                                            |
| 45 | Норвегия             | 23 августа 2011 года  | НАТО                                                               |
| 46 | Ливан                | 23 августа 2011 года  | СБ ООН (непостоянный член) ЛАГ ОИК                                 |
| 47 | Республика Корея     | 24 августа 2011 года  |                                                                    |
| 48 | Судан                | 24 августа 2011 года  | АС ЛАГ ОИК СССГ                                                    |
| 49 | Венгрия              | 24 августа 2011 года  | ЕС НАТО                                                            |
| 50 | Чад                  | 24 августа 2011 года  | АС ОИК СССГ                                                        |
| 51 | Эфиопия              | 24 августа 2011 года  | АС                                                                 |
| 52 | Буркина-Фасо         | 24 августа 2011 года  | АС ОИК СССГ                                                        |
| 53 | Сербия               | 25 августа 2011 года  |                                                                    |
| 54 | Босния и Герцеговина | 25 августа 2011 года  |                                                                    |
| 55 | Монголия             | 25 августа 2011 года  |                                                                    |
| 56 | Джибути              | 25 августа 2011 года  | АС ЛАГ ОИК СССГ                                                    |
| 57 | Кот-д’Ивуар          | 25 августа 2011 года  | АС ОИК СССГ                                                        |
| 58 | Македония            | 25 августа 2011 года  |                                                                    |
| 59 | Колумбия             | 25 августа 2011 года  | СБ ООН (непостоянный член) ОАГ СЮН                                 |
| 60 | Кипр                 | 26 августа 2011 года  | ЕС Содружество наций                                               |
| 61 | Малайзия             | 26 августа 2011 года  | ОИК Содружество наций АСЕАН                                        |
| 62 | Руанда               | 26 августа 2011 года  | АС ВАС Содружество наций                                           |
| 63 | Бенин                | 26 августа 2011 года  | АС ОИК СССГ                                                        |
| 64 | Эстония              | 26 августа 2011 года  | ЕС НАТО                                                            |
| 65 | Того                 | 27 августа 2011 года  | АС ОИК СССГ                                                        |
| 66 | Нигер                | 27 августа 2011 года  | АС ОИК СССГ                                                        |
| 67 | Гвинея               | 28 августа 2011 года  | АС ОИК СССГ                                                        |
| 68 | Чехия                | 29 августа 2011 года  | ЕС НАТО                                                            |
| 69 | Словакия             | 30 августа 2011 года  | ЕС НАТО                                                            |
| 70 | Филиппины            | 30 августа 2011 года  | АСЕАН                                                              |
| 71 | Армения              | 31 августа 2011 года  | СНГ ОДКБ                                                           |
| 72 | Россия               | 1 сентября 2011 года  | СБ ООН (постоянный член) СНГ ОДКБ ШОС ФСЭГ                         |
| 73 | Украина              | 1 сентября 2011 года  | СНГ ГУАМ                                                           |
| 74 | Финляндия            | 1 сентября 2011 года  | ЕС                                                                 |
| 75 | Румыния              | 1 сентября 2011 года  | ЕС НАТО                                                            |
| 76 | Ботсвана             | 2 сентября 2011 года  | АС Содружество наций                                               |
| 77 | Азербайджан          | 2 сентября 2011 года  | СНГ ГУАМ                                                           |
| 78 | Казахстан            | 5 сентября 2011 года  | ОИК СНГ ОДКБ ШОС                                                   |
| 79 | ЦАР                  | 5 сентября 2011 года  | АС СССГ                                                            |
| 80 | Коморы               | 5 сентября 2011 года  | АС ЛАГ ОИК СССГ                                                    |
| 81 | Сейшельские Острова  | 7 сентября 2011 года  | АС Содружество наций                                               |
| 82 | Гана                 | 9 сентября 2011 года  | АС Содружество наций СССГ                                          |
| 83 | Китай                | 12 сентября 2011 года | СБ ООН (постоянный член) ШОС                                       |
| 84 | Афганистан           | 13 сентября 2011 года | ОИК                                                                |
| 85 | Вьетнам              | 14 сентября 2011 года | АСЕАН                                                              |
| 86 | Коста-Рика           | 16 сентября 2011 года | ОАГ                                                                |
| 87 | Чили                 | 16 сентября 2011 года | ОАГ СЮН                                                            |
| 88 | Индия                | 17 сентября 2011 года | СБ ООН (непостоянный член) Содружество наций                       |
| 89 | Иран                 | 18 сентября 2011 года | ОИК ОПЕК ФСЭГ                                                      |
| 90 | ЮАР                  | 20 сентября 2011 года | СБ ООН (непостоянный член) АС Содружество наций                    |
| 91 | Алжир                | 22 сентября 2011 года | АС ЛАГ ОИК ОПЕК ФСЭГ                                               |
| 92 | Швеция               | 24 сентября 2011 года | ЕС                                                                 |
| 93 | Кения                | 24 сентября 2011 года | АС ВАС Содружество наций СССГ                                      |

В ходе голосования по вопросу предоставления ПНС места Ливии в ГА ООН почти все (81) приведённые в данной таблице государства проголосовали «за». 9 других государств-членов ООН, ранее признавших ПНС единственным легитимным органом власти в Ливии, в голосовании не участвовали. Кроме того, «за» проголосовало также 33 других государства-члена ООН, которые, таким образом, фактически признали легитимность ПНС Ливийской Республики: Андорра, Аргентина, Бангладеш, Белиз, Бразилия, Бруней, Вануату, Восточный Тимор, Гватемала, Гондурас, Грузия, Израиль, Исландия, Йемен, Литва, Лихтенштейн, Маврикий, Мадагаскар, Мексика, Молдавия, Монако, Парагвай, Перу, Сан-Марино, Сент-Люсия, Сингапур, Сирия, Таиланд, Фиджи, Швейцария, Шри-Ланка, Южный Судан, Ямайка. Позже легитимность ПНС признали также ЮАР, Алжир и Кения, на тот момент голосовавшие либо против, либо воздержавшиеся от голосования. В результате сейчас, легитимность ПНС фактически признают 126 государств-членов ООН.
ПНС Ливийской Республики открыл свои представительства в Болгарии, Великобритании, Дании, Италии, Канаде, ОАЭ, США и Франции.
Кроме того, в некоторых других странах сотрудники ливийских посольств объявили о переходе на сторону повстанцев, заменив флаг Джамахирии на флаг Ливийской Республики, это произошло: 19 августа в Малайзии; 21 августа в Кении; 22 августа в Бразилии (попытка захвата посольства 19 августа не удалась), КНР, Алжире, Мавритании, Индонезии, Индии, Сирии, Намибии, Белоруссии, Боснии и Герцеговине, ЮАР, Эфиопии, Турции, Азербайджане, Марокко, Туркменистане; 23 августа в Сербии, Саудовской Аравии, Аргентине, Мексике; 24 августа на Филиппинах, в Зимбабве (в ответ власти Зимбабве потребовали от посла Ливии покинуть страну); 25 августа в Казахстане, Пакистане.
26 августа посол Джамахирии в ФРГ уехал из Германии, по некоторым данным его возвращение не запланировано, ПНС назначил в ФРГ своего посла. 7 сентября Сейшелы вместе с признанием легитимности ПНС признали сотрудников посольства Ливии дипломатическими представителями ПНС. Также, по данным от 7 сентября несколько дней тому назад с флагштока ливийского посольства в ЦАР был снят зелёный флаг Джамахирии, но флаг Ливийской Республики поднят не был. 8 сентября флаг ПНС Ливии, появившийся над ливийским посольством в Гвинее-Бисау за неделю до этого, был снят.
В России зелёный флаг Ливийской Джамахирии был спущен с посольства Ливии 25 августа, вместо него 29 августа был поднят триколор ливийских мятежников. Между тем, 1 сентября 2011 года представительство Джамахирии было открыто в штаб-квартире Евразийского союза молодёжи.
К 25 августа, по данным одного из ливийских консулов на Филиппинах, уже почти 85 % из 165 ливийских дипломатических миссий в мире признали ПНС.

### Государства, не входящие в ООН, которые признали ПНС единственным легитимным органом власти в Ливии
|   | Страна                | Дата признания        | Участие в международных организациях |
| - | --------------------- | --------------------- | ------------------------------------ |
| 1 | Государство Палестина | 22 августа 2011 года  | ЛАГ ОИК МОК                          |
| 2 | Республика Косово     | 27 августа 2011 года  | МВФ ВБ                               |
| 3 | Китайская Республика  | 16 сентября 2011 года | ВТО МОК                              |

### Позиция других государств

Ливия
Страны, которые признали ПНС в качестве единственного законного представителя Ливии
Страны, которые не признали ПНС, хотя и голосовали за предоставления ПНС места в ООН
Страны, которые заявили, что не признают ПНС
Другие страны противники признания ПНС в ООН

О своём отрицательном отношении к режиму Каддафи и возможном официальном признании ПНС заявили: Гвинея-Бисау, Грузия, Исландия, КНДР, Либерия, Мексика, Мавритания, Саудовская Аравия, САДР, Швейцария.
Бразилия, Литва, Намибия и Танзания признали ПНС в качестве легитимного, но не единственного партнёра по переговорам, наряду с официальными властями Джамахирии, призвав стороны межливийского конфликта к диалогу, и считая, что признание ПНС единственным легитимным органом власти в Ливии является поспешным. Первоначально Россия, Китай, ЮАР и Кения также признавали ПНС в качестве легитимного, но не единственного партнёра по переговорам, наряду с официальными властями Джамахирии.
Отрицательно к созданию и признанию ПНС, помимо собственно властей Джамахирии, отнеслись: Ангола, Антигуа и Барбуда, Белоруссия, Боливия, Венесуэла, Доминика, Зимбабве, Куба, Никарагуа, Сент-Винсент и Гренадины, Уганда, Эквадор и Эритрея.
Сирия фактически также поддерживала Джамахирию, но 16 сентября проголосовала за предоставление ПНС места Ливии в ГА ООН.
В то же время, в ходе данного голосования в ГА ООН голоса «против» отдали: Ангола, Боливия, Венесуэла, Замбия, Зимбабве, Кения (24 сентября признала ПНС единственной легитимной властью в Ливии), Демократическая Республика Конго, Куба, Лесото, Малави, Намибия, Никарагуа, Свазиленд, Танзания, Эквадор, Экваториальная Гвинея, ЮАР (20 сентября признала ПНС единственной легитимной властью в Ливии).
Воздержались в ходе голосования: Алжир (22 сентября признал ПНС единственной легитимной властью в Ливии), Антигуа и Барбуда, Индонезия, Доминиканская Республика, Камерун, Мавритания, Мали, Непал, Сальвадор, Саудовская Аравия, Сент-Винсент и Гренадины, Суринам, Тринидад и Тобаго, Уганда, Уругвай.

### Признание со стороны международных организаций
- Лига арабских государств: 22 февраля Лига приостановила участие Ливии в деятельности организации в связи с массовыми народными выступлениями в стране и действиями властей по их подавлению[287]. 12 марта ЛАГ приняла решение признать ПНС единственным легитимным правительством Ливии[288]. 25 августа решение Лиги о признании ПНС легитимной властью в Ливии было подтверждено, по словам генерального секретаря организации Набиля Аль-Араби, ПНС займёт место ливийского правительства в качестве представителя своей страны в составе ЛАГ: «Мы договорились о том, что для Ливии пришло время очистить своё законное место в Арабской лиге», а официальный представитель ПНС Абельмонеим эль-Хуни сообщил, что Совет начнёт работу в ЛАГ уже 27 августа[289].
- Совет сотрудничества арабских государств Персидского залива: 9 марта 6 государств-членов Совета заявили, что отказываются признавать легитимность режима Каддафи и готовы наладить связи с ПНС Ливии[20].
- Организация стран — экспортёров нефти: По данным на 9 марта ОПЕК отказывалась исключать Ливию из состава организации[290]. 19 сентября было объявлено, что ОПЕК вскоре признает легитимность ПНС в качестве высшего исполнительного органа власти Ливии[291].
- Европейский союз: 11 марта председатель Европейского совета Херман ван Ромпёй признал ПНС в качестве «легитимного политического партнёра по переговорам»[292]. 24 марта на саммите Евросоюза по ситуации в Ливии было официально заявлено о готовности начать диалог с ПНС[293][294].
- 15 июля Международная контактная группа по Ливии, в которой принимают участие более 30 западных и арабских государств, официально признала альтернативное ливийское правительство в Бенгази единиственным легитимным органом власти в Ливии: «До того как в Ливии появится переходное правительство, участники контактной группы будут работать с Национальным переходным советом как законным органом власти», — было объявлено в декларации, принятой на четвёртом заседании контактной группы в Стамбуле[295].
- Организация Объединённых Наций: ПНС Ливийской Республики открыл своё представительство при ООН[296]. 9 сентября генеральный секретарь ООН Пан Ги Мун предложил отправить в Ливию на 3 месяца специальную миссию для содействия новому правительству в переходе к демократии, проект резолюции по этому вопросу было предложено подготовить 12 сентября[297]. После признания 12 сентября легитимности Совета со стороны КНР, ПНС Ливийской Республики признали все постоянные члены СБ ООН. 13 сентября ПНС Ливии заявил, что хочет иметь своего представителя в ГА ООН, поскольку там пока ливийское место продолжают занимать представители Муаммара Каддафи[298]. 15 сентября президент Франции Николя Саркози и премьер-министр Великобритании Дэвид Кэмерон стали первыми лидерами европейских государств, посетившими Триполи с начала гражданской войны в Ливии, они поддержали требование ПНС о предоставлении ему места Ливии в ГА ООН[299]. 16 сентября ГА ООН проголосовала за то, чтобы предоставить ПНС Ливии место в этом органе, за данное решение проголосовали 114 её членов, 14 высказались против, 15 воздержались, в частности, против выступили в основном латиноамериканские страны, а блок стран Южной Африки пытался отложить голосование, однако этого ему не удалось[300]. В тот же день СБ ООН принял новую резолюцию по Ливии, предусматривающую, в частности, формирование миротворческой миссии для помощи временному правительству страны[256]
- Африканский союз: несмотря на признание со стороны ряда входящих в состав организации государств, Африканский союз долго отказывался от признания ПНС[130][301][302], хотя оно и ожидалось[303]. Наконец, 20 сентября эта международная организация признала ПНС легитимной властью в Ливии[304].
- Боливарианский альянс для народов нашей Америки: 9 сентября страны АЛБА подвергли критике вмешательство НАТО в дела Ливии и подтвердили свою позицию непризнания ПНС[275][276].
- Международный валютный фонд: 10 сентября МВФ признал ПНС Ливии законным правительством этого государства и решил направить туда своих сотрудников[305].
- Кроме того, ПНС Ливии признали все 8 государств «Большой восьмёрки» и 4 из 5-ти государств группы БРИКС.